# 15021 Alexkardon
A 15021 Alexkardon (ideiglenes jelöléssel 1998 SX123) a Naprendszer kisbolygóövében található aszteroida. A LINEAR projekt keretében fedezték fel 1998. szeptember 26-án.